# Sören Gunnarsson (landshövding)
Sören Gösta Eskil Gunnarsson, född 26 september 1943 i Gullspång, Amnehärads församling i dåvarande Skaraborgs län, död 24 juli 2015 i Gullspång i Västra Götalands län, var en svensk politiker och ämbetsman. Han var landshövding i Örebro län 2004–2008 och var tidigare socialdemokratiskt landstingsråd i samma län.
Han gifte sig 1972 med Ann-Kristin Wideheim (född 1948) och sedan med Suzanne Michaelsen (född 1954). Gunnarsson är begravd på Amnehärads kyrkogård.